# Кожевниково (Западно-Казахстанская область)
Кожевниково (каз. Кожевниково) — село в Зеленовском районе Западно-Казахстанской области Казахстана. Входит в состав Махамбетского сельского округа. Код КАТО — 274465300.

## Население
В 1999 году население села составляло 210 человек (113 мужчин и 97 женщин). По данным переписи 2009 года, в селе проживало 69 человек (39 мужчин и 30 женщин).